# Canal de la Moyenne-Deûle
 (septembre 2019).
Le canal de la Moyenne-Deûle ou canal de l'Esplanade est un canal d'environ 2 kilomètres construit à Lille en 1751 permettant une connexion entre la Haute-Deûle (port du Wault) et la Basse-Deûle (ancien port comblé de 1930 à 1953).

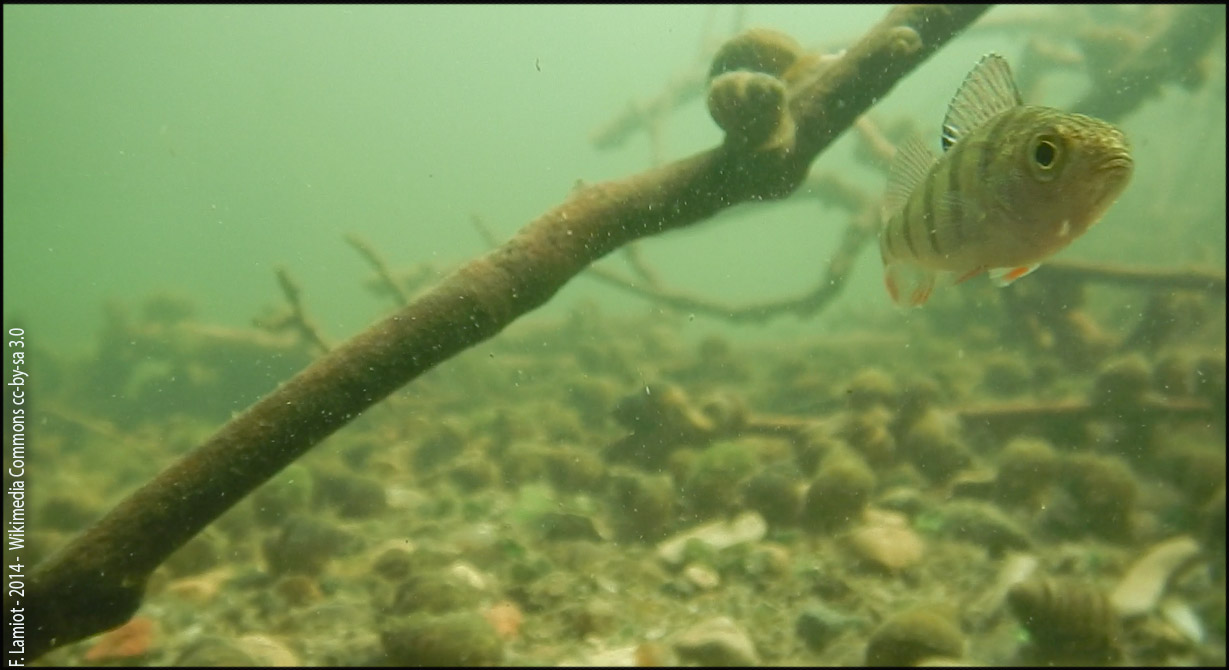
Rassemblement d'escargots aquatiques (Paludine d'Europe ou hybride avec la paludine commune ?), espèce grégaire et seul escargot vivipare d'Europe, avec une jeune perche (Perca fluviatilis)

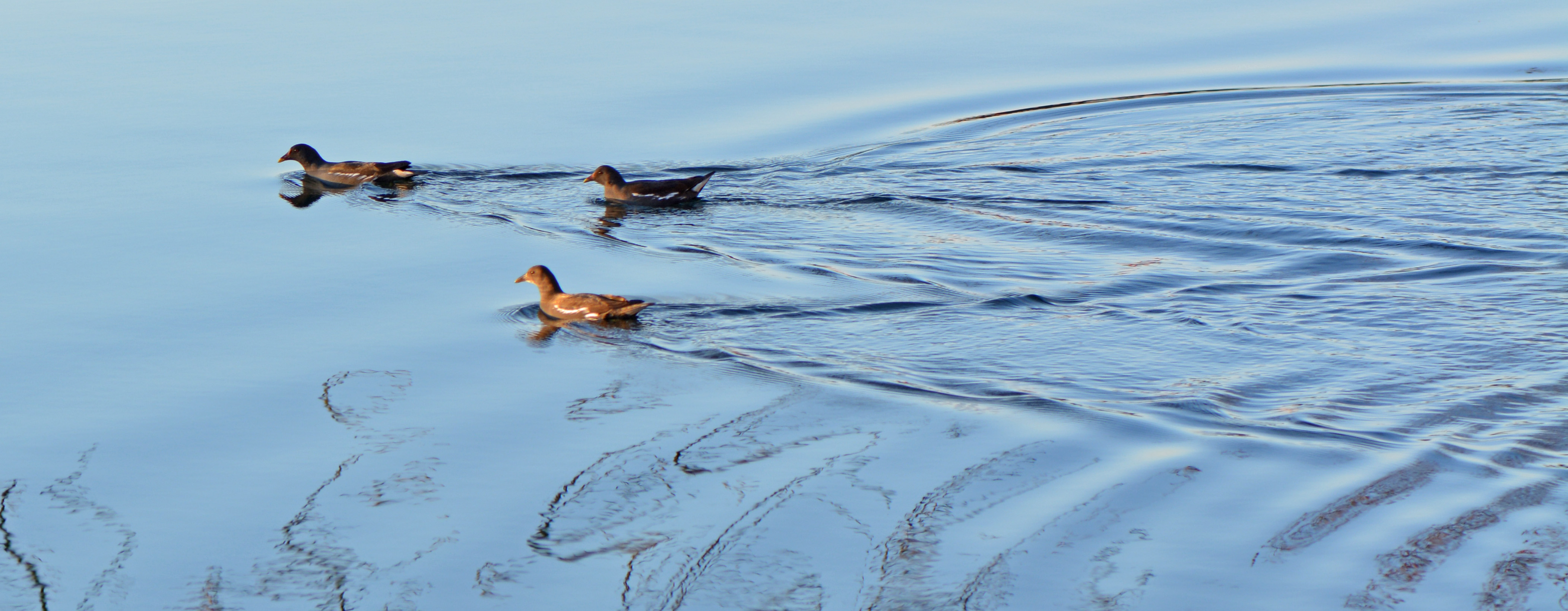
Poules d'eau (Gallinula chloropus), l'une des espèces les plus faciles à observer sur la moyenne-Deûle

Ce bief, autrefois navigable pour les gros bateaux qui ne pouvaient traverser la ville rejoint un bief supérieur, nommé Haute-Deûle qui était de six à sept pieds plus élevé que celui du bief inférieur qui forme la moyenne-Deûle . Il était aussi autrefois en connexion avec le Port du Quai du Wault (l'un des deux anciens ports de Lille). Un second bief (triple seuil de nos jours), également de 6 à 7 pieds de haut conduisait ce petit canal vers la Basse-Deûle.
Après environ 200 ans au service de la navigation commerciale, ce canal a perdu tout intérêt commercial et a été fermé à la navigation quand la Deûle canalisée a été mise à grand gabarit (en février 1978) en contournant par l'ouest le Parc de la Citadelle dans le prolongement de l'actuel grand port de Lille.
Hormis un intérêt historique (élément d'un ensemble patrimonial militaire centré sur la Citadelle de Lille et son  glacis), ce petit canal bordé d'arbres présente un intérêt paysager et aménitaire, mais aussi écologique, ainsi que climatique (tamponnement thermohygrométrique des bulles de chaleur urbaines qui peuvent périodiquement concerner Lille et sa communauté urbaine).
C'est depuis longtemps un lieu de promenade. À certaines périodes et à certaines conditions, la pêche y est autorisée à plus de 50 mètres des ponts et ouvrages tels qu'écluses, seuils ou autres.

## Histoire

### L’évolution des parcours de navigation
La ville de Lille s'est établie en grande partie sur d'anciens marécages autour d'un point de rupture de niveau de la Deûle, entre une partie haute et une partie basse, chacune munie de leur port, ce qui a marqué le développement, l'histoire et l'environnement de la ville.
Le canal de la moyenne Deûle fut ouvert en 1751 pour relier par une voie navigable la Haute-Deûle à la Basse-Deûle.
Jusqu'à cette date, les canaux étroits entre les deux ports du Wault en amont et de la Basse Deûle également nommé Grand rivage (à l'emplacement de l'actuelle avenue du Peuple-Belge) en aval étaient obstrués par des barrages et par des moulins notamment le Moulin Saint-Pierre rue de la Monnaie. Ils n'étaient donc pas utilisables pour la navigation ce qui imposait un transport des marchandises à dos d'homme, d'animal de bât ou par charriot, dans les rues de la ville entre ces deux ports.
À la fin du XVIIe siècle, Vauban constate qu'« Il n'y a d'autre communication de la haute-Deûle à la basse-Deûle que par des charrois et des porte-au-sac. Les branches qui traversent la ville sont étroites, bordées de maisons et trop peu profondes pour y faire une navigation », mais des tensions entre autorités politiques, sociales et religieuses à Lille font qu'il faut attendre 1750 pour que, répondant aux vœux de Vauban, ce canal de jonction soit enfin creusé et mis en eau « suscitant un bel émoi chez les deux corporations rivales de bateliers ». Après des débats, les deux corps de la haute et de la Basse-Deûle fusionnent en 1752.
Après l'écluse de la Barre à la sortie du port du Wault, le canal longeait l'esplanade au sud de la citadelle et se prolongeait le long des fortifications au nord de la ville. Ce deuxième tronçon entre le mur d'enceinte intérieur et les fortifications bastionnées suivait le tracé d’une cunette ou douve creusée dans les remparts construits en 1670 lors de l'agrandissement de la ville par suite de la conquête de la ville par Louis XIV.
Le canal pénétrait dans ce tronçon par une porte d'eau percée dans le mur d'enceinte près du pont du Petit-Paradis. Une herse haute de 5,6 m et longue de 8 m pouvait interrompre la navigation en cas de siège de la ville.
L'emplacement de cette ancienne porte d'eau, disparue après la création de la déviation de 1881 vers Saint-André, correspond à une arche à proximité du pont du Petit-Paradis.
Après un parcours d'environ deux kilomètres, le canal de la Moyenne-Deûle rejoignait la Basse-Deûle après l'écluse de Saint-André à proximité d’une autre porte d’eau dans les fortifications à la sortie du port de la Basse-Deûle, approximativement à l'emplacement de la jonction entre l'avenue du Peuple-Belge et de l'avenue Winston-Churchill.
La création du canal entraina le passage sous siphon du Bucquet, petite rivière dont le cours était situé à l'emplacement de la citadelle. Après la traversée de la citadelle et le passage sous le canal de la moyenne Deûle, le Bucquet mis en souterrain sous le Vieux-Lille, sur un cours dévié vers le Nord par rapport à l'ancien se jetait dans la basse-Deûle à l'emplacement de l'actuel square Grimomprez. Cette partie du Bucquet devenue souterraine était dénommée canal de la Citadelle,.
Le parcours de la moyenne Deûle resta inchangé jusqu'à l'agrandissement de Lille décidé en 1858.
Du point de vue foncier, des tensions se manifestent périodiquement entre l'Armée et la ville, qui se voit par exemple contrainte en 1842 d'abandonner au domaine militaire le terrain compris entre le pont de la Barre, le pont du Ramponneau, le canal de jonction de la Haute et de la Basse-Deûle et la ligne des maisons bâties entre les deux ponts.
La démolition de la partie sud des remparts dans les années 1860 et les travaux d’urbanisation de l’ancienne zone militaire amenèrent la modification du cours de la Deûle en amont du port de Wault qui formait une courbe jusqu'à l’emplacement actuel de l’intersection de la rue Solférino et de l’avenue Léon Jouhaux. La voie navigable a été déplacée en 1865 sur son tracé actuel direct au nord du jardin Vauban créé à la même époque. À partir de cette date, le port du Wault qui était le lieu de passage de la navigation depuis 1751 est redevenu un bassin fermé en impasse.
En 1881, le tracé du canal a encore été modifié par la création d’un parcours direct du nord de l’Esplanade au pont Sainte-Hélène à la limite entre les communes de Saint-André et de La Madeleine. Le confluent de la Moyenne-Deûle et de la Basse-Deûle a ainsi été déplacé 1 km au nord de l’ancienne porte d’eau. Le parcours le long des remparts au nord du Vieux Lille a donc été abandonné. Il reste quelques vestiges de cet ancien canal près du bastion Saint-André. La limite entre le parcours de 1751 et celui de cette déviation est visible près du pont du Petit-Paradis de part et d'autre de l'arche à l'emplacement de l'ancienne porte d'eau.

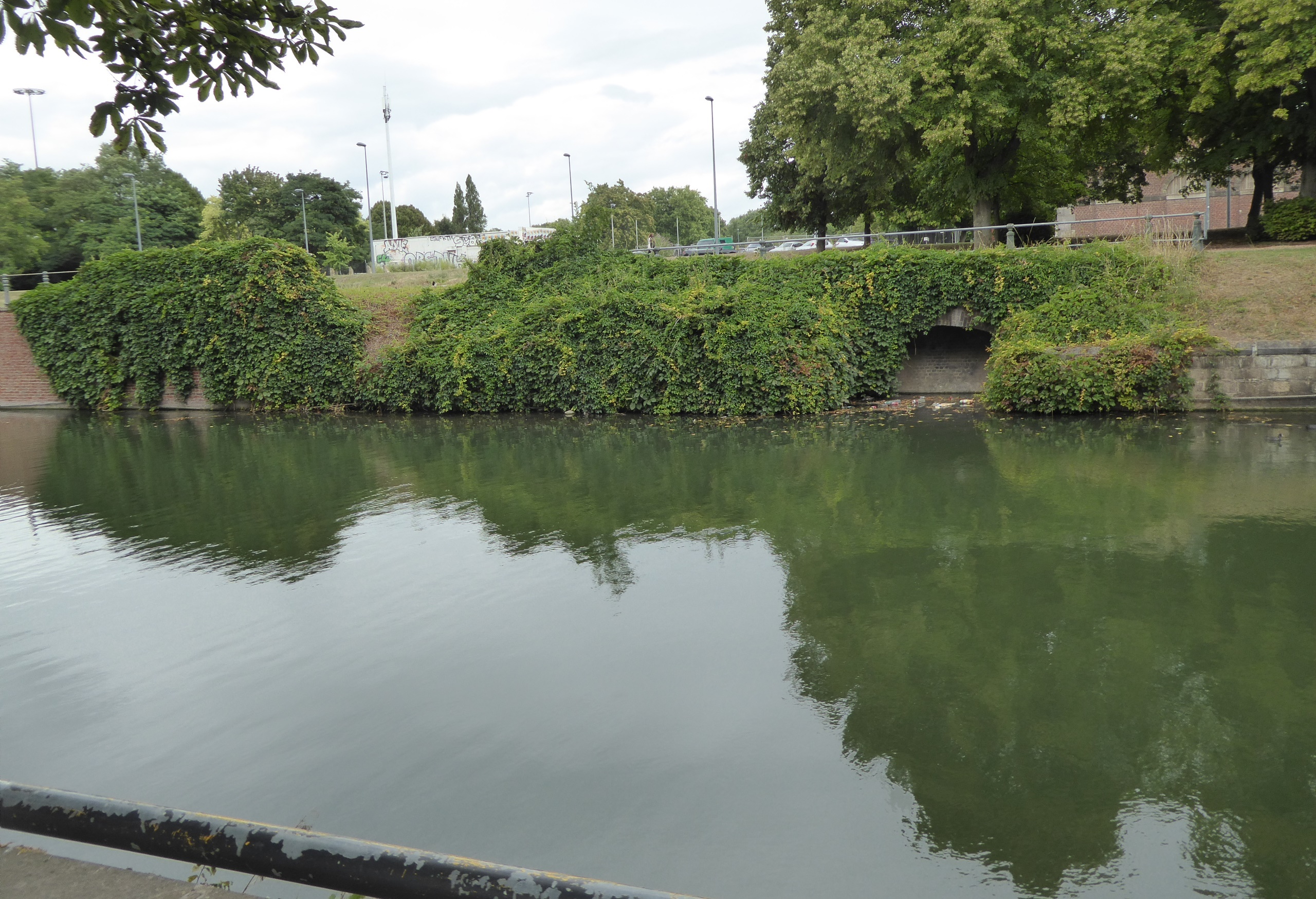
Emplacement de l'ancienne porte d'eau
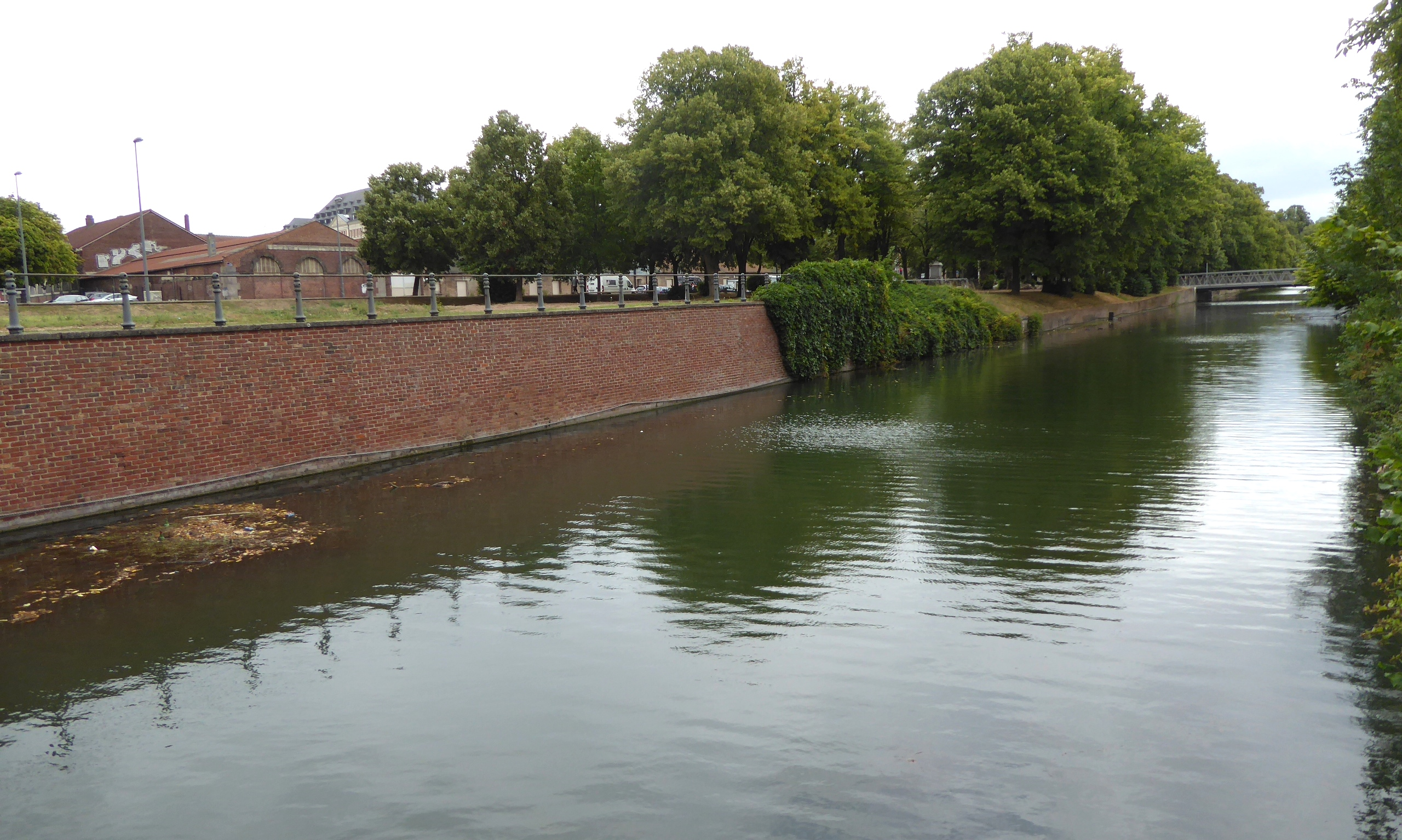
Limite entre le parcours de 1881 (rive en briques à gauche), et canal de 1751 (rive sous la végétation)

Les péniches sur le Canal de l'esplanade étaient généralement tirées à partir du chemin de halage. Des tracteurs électriques sur une voie ferrée étroite ont circulé de 1895 à 1970. La généralisation des péniches automotrices a amené l'abandon de ce mode de traction.
Le canal a été dégradé par la Première Guerre mondiale qui l'a notamment privé de sa passerelle, le « Pont Napoléon », bien que la citadelle de Lille n'ait pas été une cible prioritaire ; il a été relativement épargné par la Seconde Guerre mondiale. Le pont Napoléon a été reconstruit en 2014.
À la suite de l'ouverture en 1978 du canal à grand gabarit qui contourne la citadelle par l’ouest et reprend la partie du tracé de 1881 entre le pont Jouhaux et le pont Saint-Hélène, le canal de la moyenne-Deûle a été fermé à la navigation commerciale et son cours interrompu au point de contact avec le canal à grand gabarit à côté du pont Jouhaux.
La liaison a été remplacée par 3 petites cascades se déversant dans un bassin communiquant avec le canal à grand gabarit par une conduite sous le chemin de halage.
Le Plan Bleu de Lille Métropole envisage le rétablissement de cette connexion.

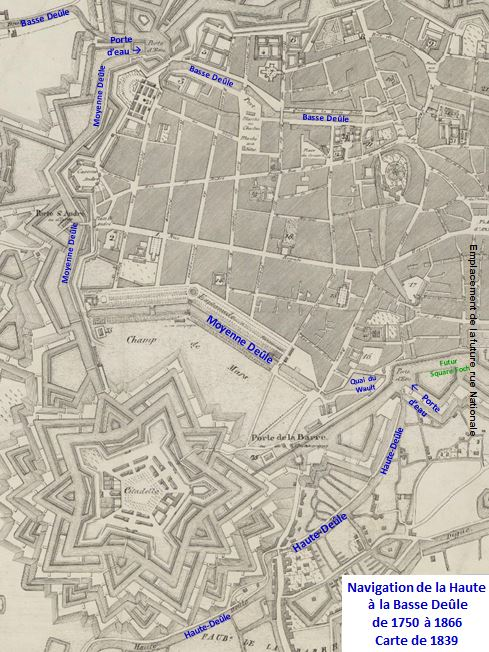
Navigation de 1750 à 1866
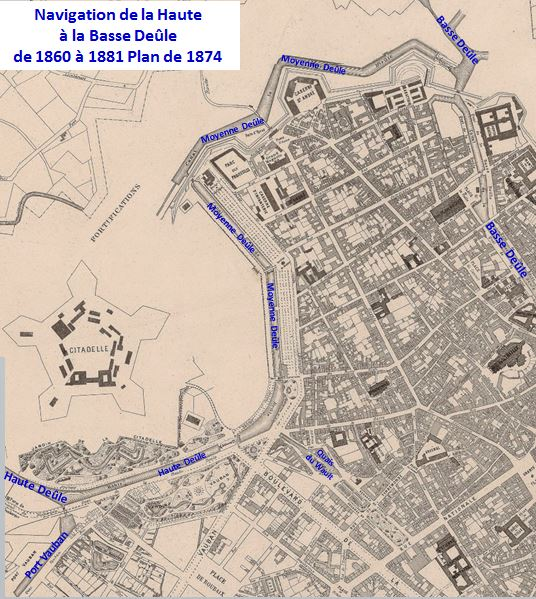
Navigation de 1866 à 1881
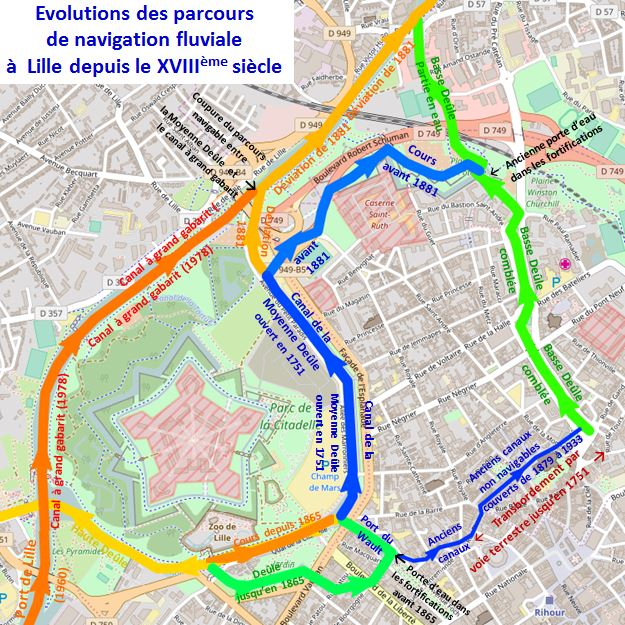
Évolutions des parcours de navigation fluviale à Lille

### Un canal de navigation non une opération d'assainissement urbain
Ce canal n'a pas réglé (au contraire) les problèmes posés par l'absence d'assainissement et les nombreux rejets domestiques et artisanaux peu à peu règlementés par des ordonnances (poissonniers, bouchers, tripiers, tanneurs, teinturiers, pelletiers, gantiers & salineurs, chapeliers, foulons, savonniers, peigneurs de laine, et blanchisseurs notamment) puis rejets industriels dans les eaux des diverses branches de la Deûle ; trop lentes pour s'autoépurer et évacuer les eaux usées vers l'extérieur de la ville avant qu'elles n'aient le temps de fermenter et former d'épais dépôts de vases putrides. Il n'a pas non plus contribué à supprimer une partie des « obstacles entravent le cours des eaux au travers de la ville de Lille (...) la faiblesse du courant : cette cause si puissante par elle-même est fortifiée par la trop grande division des canaux, par le passage, à l'extérieur de la ville, de la voie navigable, de sorte que l'intérieur n'en a que le superflu », par exemple évoqués par jean-Baptiste Dupont Delarue en 1833, lequel estimait qu'on aurait dû « chercher tous les moyens d'accélérer au travers de la ville le cours des eaux déjà si lent. Il semble au contraire qu'on ait tout fait pour le ralentir. En approchant de la place, la Deûle se répand dans les fossés marécageux qui couvrent les remparts du côté de la porte de la Barre, jusqu'au troisième embranchement dont j'ai déjà parlé, où des bâtardeaux l'empêchent de s'étendre plus loin et de remplir les fossés des fortifications ; puis, au lieu d'entrer dans un lit, qu'on aurait dû resserrer le plus possible, elle se partage en trois branches qui, comme je l'ai dit, se subdivisent en un grand nombre de rameaux, de sorte que le courant, à peine sensible lorsque la rivière était unique, devient presque nul lorsqu'elle se partage en tant de canaux parallèles, et que la quantité d'eau qui passe par la ville, à peine suffisante pour fournir à une chute continuelle, fournit à trois écoulemens distincts; tandis que plusieurs branches n'ont même pas d'abouchement direct, et que d'autres n'ont pas d'ouverture à leur origine (...) »
Ce canal ne reçoit que peu d'eaux sales alors que d'autres (canal de la rue de la Comédie, canal des Hibernois, canal de la Rivièrette, canal Saint-Jacques, canal du Pont de Flandres, canal de la rue des Tours, canal de l’Arc ou encore canal du Becquerel) seront rapidement transformées en égouts et peu à peu recouverts malgré les protestations de quelques pêcheurs et surtout de riverains des artisans qui les utilisaient comme source d'eau ou comme égout qui en utilisaient les eaux).
Ce canal présentera toujours la caractéristique d'être le moins pollué des canaux lillois ; le seul qui soit presque sans riverains (une écurie et un stand de tir le bordaient) et qui (selon Dupont JB) en 1883 « ne reçoit aucun immondice » mais c'est aussi à cette époque est aussi dans Lille « celui qui consomme la plus grande masse d'eau, et si le transport par eau devenait plus actif, il pourrait se faire que le courant devînt tout à fait nul à travers la ville. Il suit de là que, dans l'état ordinaire, les canaux intérieurs barrés par deux moulins qui sont en repos une grande partie du temps, et qui ne travaillent qu'alternativement, sont remplis d'une eau croupissante et sont le foyer d'une infection permanente » s'inquiétait JB Dupont) permettant de relier la haute et la basse-Deûle, par voie fluviale.
Cependant il fut extrêmement pollué au cours des années 1960, comme l'ensemble du canal de la Deûle, par les rejets des usines chimiques mais, par la suite, cette nuisance a été supprimée par des mesures d'épuration.
Il reçoit en plusieurs points des eaux de ruissèlement ou d'infiltration parfois chargés de traces d'hydrocarbures, provenant des parkings voisins.

## Description physique
Si ses berges et sa largeur sont relativement homogènes sur la plus grande partie de son cours, d'importantes variations de profondeur et d'ensoleillement font qu'il abrite des habitats relativement variés. Sa partie aval est beaucoup plus ombragée par les arbres et on y trouve plus de feuilles mortes. La profondeur y est moindre et outre des algues filamenteuses signes d'une eutrophisation du milieu : on y trouve quelques espèces de plantes aquatiques.

## Qualité biologique de l'eau, des sédiments et enjeux environnementaux
À Lille comme ailleurs, au XIXe siècle, les canaux intra-urbains ou jouxtant des zones d'artisanat ou d'industrie ont rapidement été considérés comme des égouts à ciel ouvert. Ceci contribuait à leur rapide envasement, aggravait les inondations et imposait de couteux et fréquents curages.
En 1811, Un arrêté municipal pris par le maire de Lille défend expressément « à tout particulier de jeter dans les canaux aucune espèce d’ordures ou de décombres ». Vingt ans plus tard (en 1831), les Mémoires de la Société Royale des Sciences, de l'Agriculture et des Arts rapportent les recherches savantes de Thémistocle Lestiboudois faites dans l'intérêt de la salubrité publique sur « les moyens d’assainir les canaux de la ville de Lille ».
Le système de la Deûle et celui de sa nappe alluviale ou de la craie sont connus pour être notoirement pollués depuis le début de la révolution industrielle, mais en 1968, on se contente encore de ne mesurer que le taux d'oxygène de l'eau. Concernant le bief de la moyenne-Deûle, il semble avoir été moins touché par les pollutions directes, mais a historiquement être accidentellement ou indirectement pollué par
- le transport fluvial lui-même (plusieurs ateliers de fabrication de céruse de plomb existaient à proximité)
- les séquelles de guerre (le canal pourrait éventuellement contenir des munitions non explosées)
- les chantiers de rénovation (après guerre) puis de construction du stade Henri-Jooris (inauguré en 1902 et rasé en 1975) puis du stade Stade Grimonprez-Jooris à son tour démoli.
- Il a probablement fait l'objet d'une pollution chronique via les retombées d'un important ancien stand de tir construit à quelques mètres de ses berges (les champs de tir de 200 m[23] et stands de tir sont toujours source d'une pollution environnementale principalement par le plomb, l'arsenic, le mercure, et l'azoture de plomb provenant des munitions et amorces). Ces métaux peuvent être stockés durant des siècles dans les sédiments ou remobilisés par des organismes filtreurs ou fouisseurs vivant dans le sédiment.

Bien que contenant des sédiments pollués et présentant un IBGN encore médiocre, et que situé à proximité du centre-ville de Lille, ce canal n'est plus utilisé (années 1990-2000) que par deux Péniches (à quai, hormis pour leurs besoins de carénage), le canal a vu la qualité de son eau récemment s'améliorer, pour plusieurs raisons :
- un tapis d'organismes filtreurs a colonisé la presque totalité des berges de briques ou pierre, de même qu'une partie des branchages immergés. Ces organismes sont principalement des moules zébrées ; espèce invasives probablement involontairement introduite dans ce canal durant la seconde moitié du XXe siècle, et secondairement des éponges d'eau douce et quelques bivalves vivant dans le sédiment (unionidae)
- l'absence de circulation de bateaux motorisés, les deux ponts levis étant trop dégradés pour être relevés (ils ont d'ailleurs été restaurés de manière à ne pouvoir être rouvert). Ceci fait qu'il n'y a pas de mouvements d'hélices et de péniches ou autres bateaux risquant de remettre en suspension les polluants sédimentés au fond du canal.
- ce canal, presque fermé sur lui-même depuis plus d'un demi-siècle, accueille deux importants rejets d'eaux d'exhaure, l'un étant situé en tête du canal, et l'autre peu avant qu'il se jette dans la Deûle ; en effet, après la cessation des activités d'une grande partie de l'industrie lourde autour de Lille (notamment dans l'ancienne zone industrielle de La Madeleine, Saint-André-lez-Lille et de Marquette-lez-Lille qui a entre autres abrité la Friche Rhodia de Rhodia Intermédiaires[24],[25]), les pompages industriels d'eau de nappe ont fortement diminué (de plusieurs millions de m3/an), ce qui a entrainé une remontée du plafond de la nappe vers son niveau naturel, avec inondation de certaines caves, ce qui a motivé la mise en route de nouveaux pompages destinés à contrôler le niveau de la nappe dans les zones à risque d'inondation.

Toutefois, l'un de ces apports d'eau pourrait (avec de probables variations saisonnières) contenir des polluants ayant percolé dans les sols urbains et industriels, dont des perchlorates, nitrates, phosphates, métaux lourds et métalloïdes toxiques, PCB, furanes, etc.
Pour toutes ces raisons, toutes les parties du Canal de la Deûle jusqu'à la confluence avec le canal d'Aire (code : AR17) sont jugées critique en termes d'état chimique (classé « mauvais » en raison notamment des nonylphénols et HAP (hydrocarbures aromatiques polycycliques). Depuis 2010, un arrêté préfectoral autorise la pêche mais interdit toute consommation des poissons pêchés dans la Deûle, ce qui a contribué au développement d'une pêche no-kill.

## Faune
Outre quelques espèces d'oiseaux d'eau (Poules d'eau, hérons, canards, grèbes, Grand Cormoran et laridés de passage ainsi que des foulques, de retour depuis 2004 environ), la faune aquatique est constituée de zooplancton, crustacés (dont Gammares, Aselles, Écrevisse américaine invasive), insectes semi-aquatiques, mollusques (dont la Paludine Viviparus viviparus, et la Moule zébrée invasive), bryozoaires d'eau douce (dont Cristatella mucedo), éponges d'eau douce (dont Spongilla lacustris), poissons (Gardon, Rotangle, Perche, Grand brochet, Brème commune, et quelques Ablettes, Épinoches, Grémilles, Goujons et Sandres en aval parfois. Les anguilles sont devenues de plus en plus rares depuis les années 1990 et ont peut-être disparu.

## Turbidité de l'eau
La turbidité de l'eau est souvent élevée, mais significativement moins que dans la haute ou basse-Deûle dont l'eau est constamment brassée par le passage des péniches et les éclusées.
Elle est en grande partie due aux diatomées et autres micro-algues et bactéries en suspension.
Elle varie considérablement selon les saisons, le vent, la météo (les pluies d'orages sont sources d'apport de nutriments ou de polluants via le ruissèlement).
Les apports artificiels d'eau de nappe sont maintenant fréquents mais en partie irréguliers, car répondant aux besoins d'exhaure. Ils rendent parfois l'eau plus claire sur quelques mètres à dizaines de mètres en aval des deux émissaires.
Un voile bactérien, une pullulation de lentilles d'eau ou des dépôts de pollen ou de feuilles mortes ou d'étamine et de restes de fleurs de marronniers ou de tilleul, qui contribuent occasionnellement à recouvrir la surface de l'eau.

## Végétation
Les berges du canal sont minéralisées sur sa plus grande partie, mais toutefois proches d'un côté de quelques alignements de tilleuls, et de l'autre d'un double alignement de marronniers. Mais une partie de ces marronniers (côté amont du canal) a été au début des années 2000 touchée ou tuée par une maladie émergente (« chancre bactérien du marronnier ») due à une bactérie pseudomonas syringae, dont un nouveau variant récemment apparu se montre mortel pour certains marronniers, dont à Lille.

Plus en aval, les berges sont plus naturelles et bordées d'arbres et de buissons (de renouée du japon près d'un émissaire d'exhaure), cette renouée étant une plante invasive qui s'est fortement développée sur d'autres berges de la Deûle, près du port de Lille)

Le fond du canal de l'Esplanade
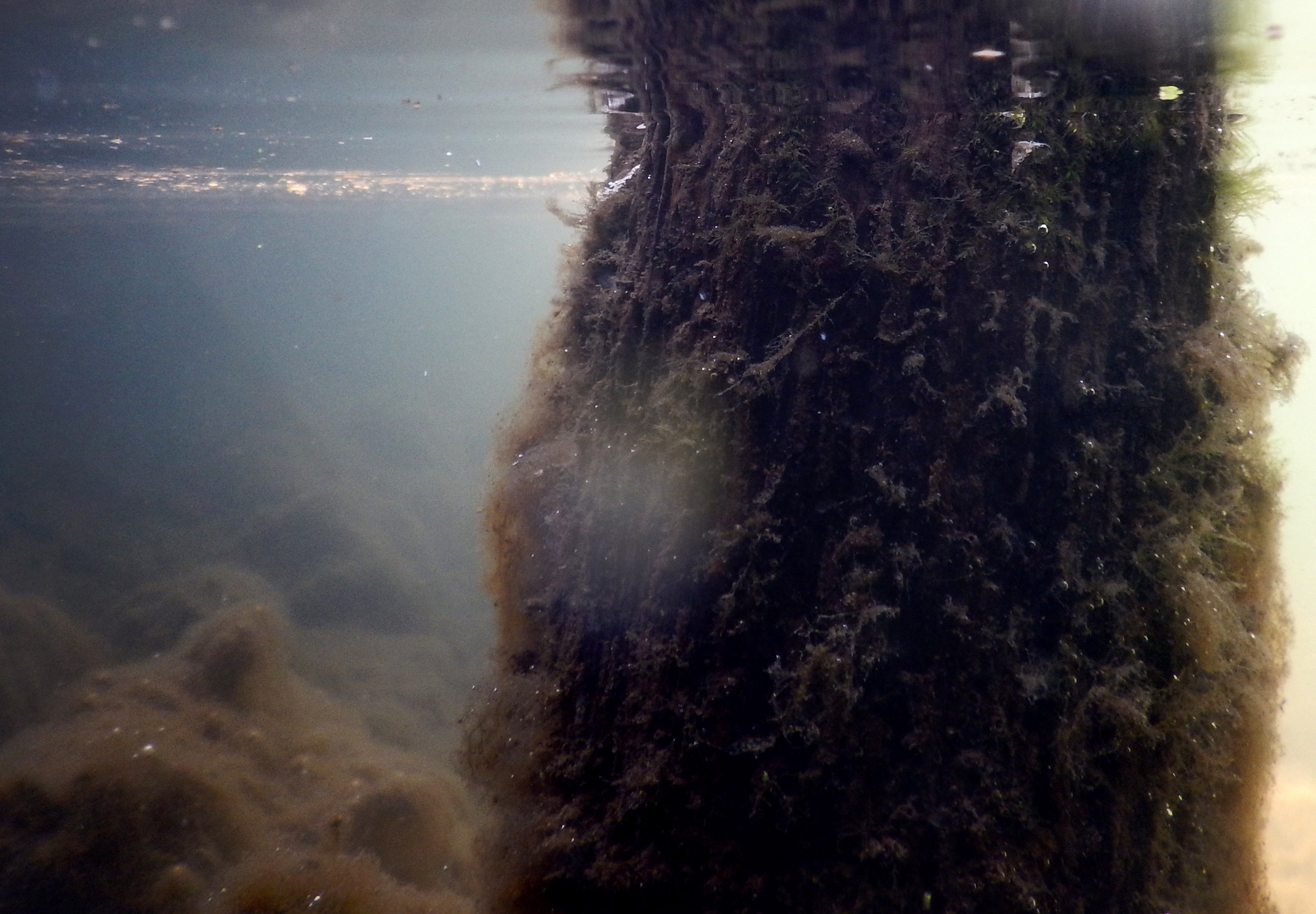
vue subaquatique d'un pieux (2014-03-26)
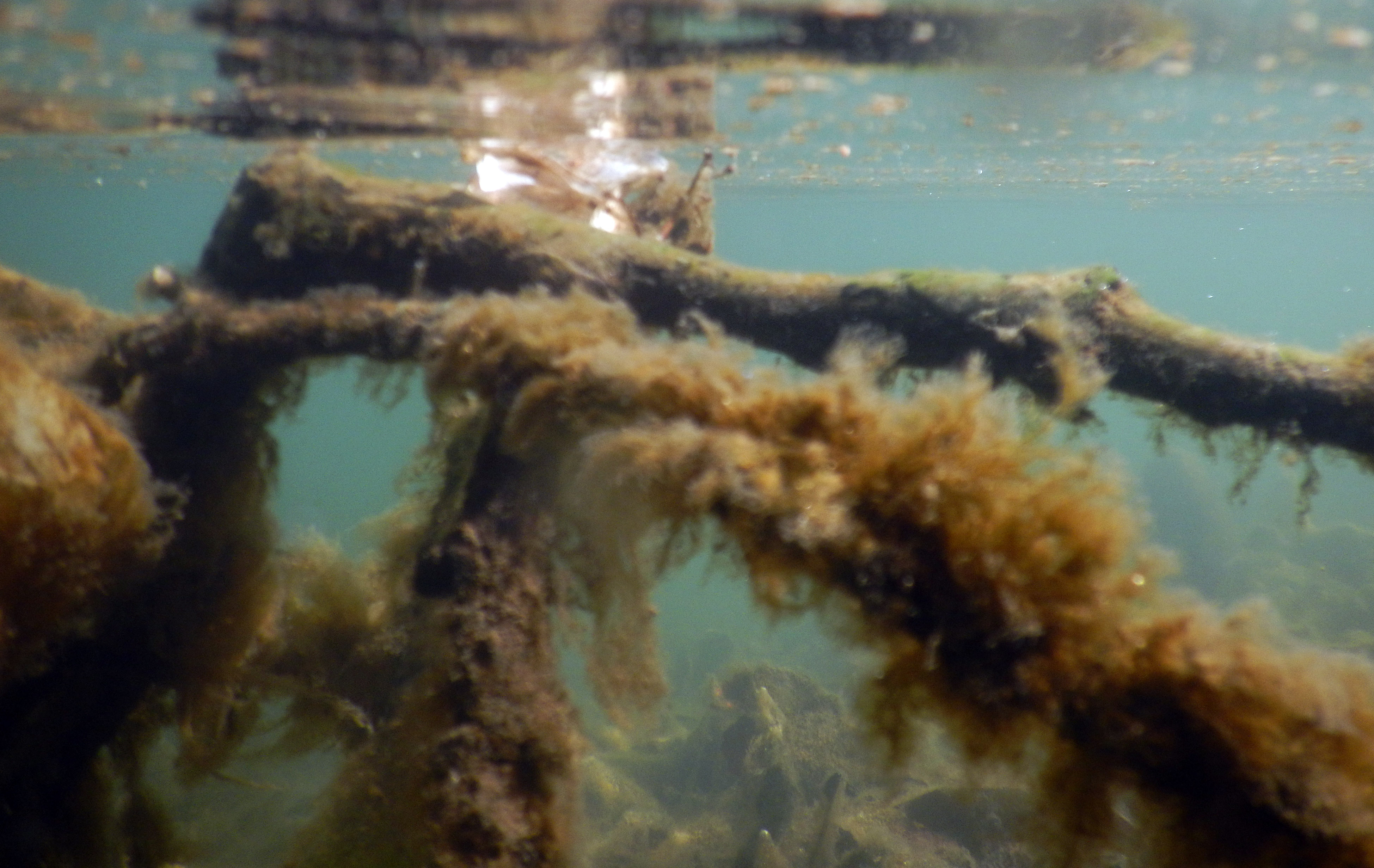
vue subaquatique ; branches et périphyton algal et bactérien (2014-03-26)
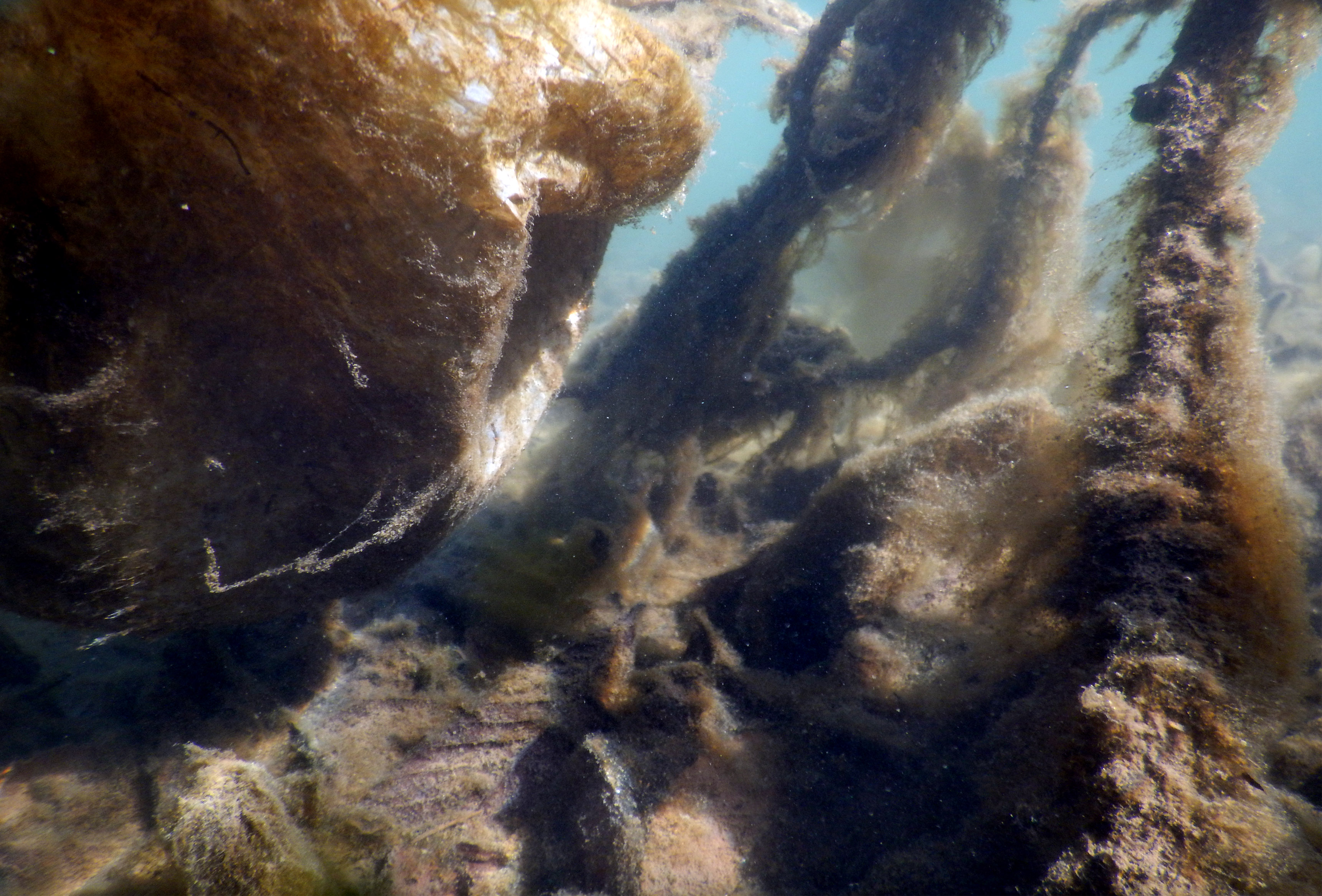
vue subaquatique, près d'un rejet d'eaux d'exhaure (2014-03-26)
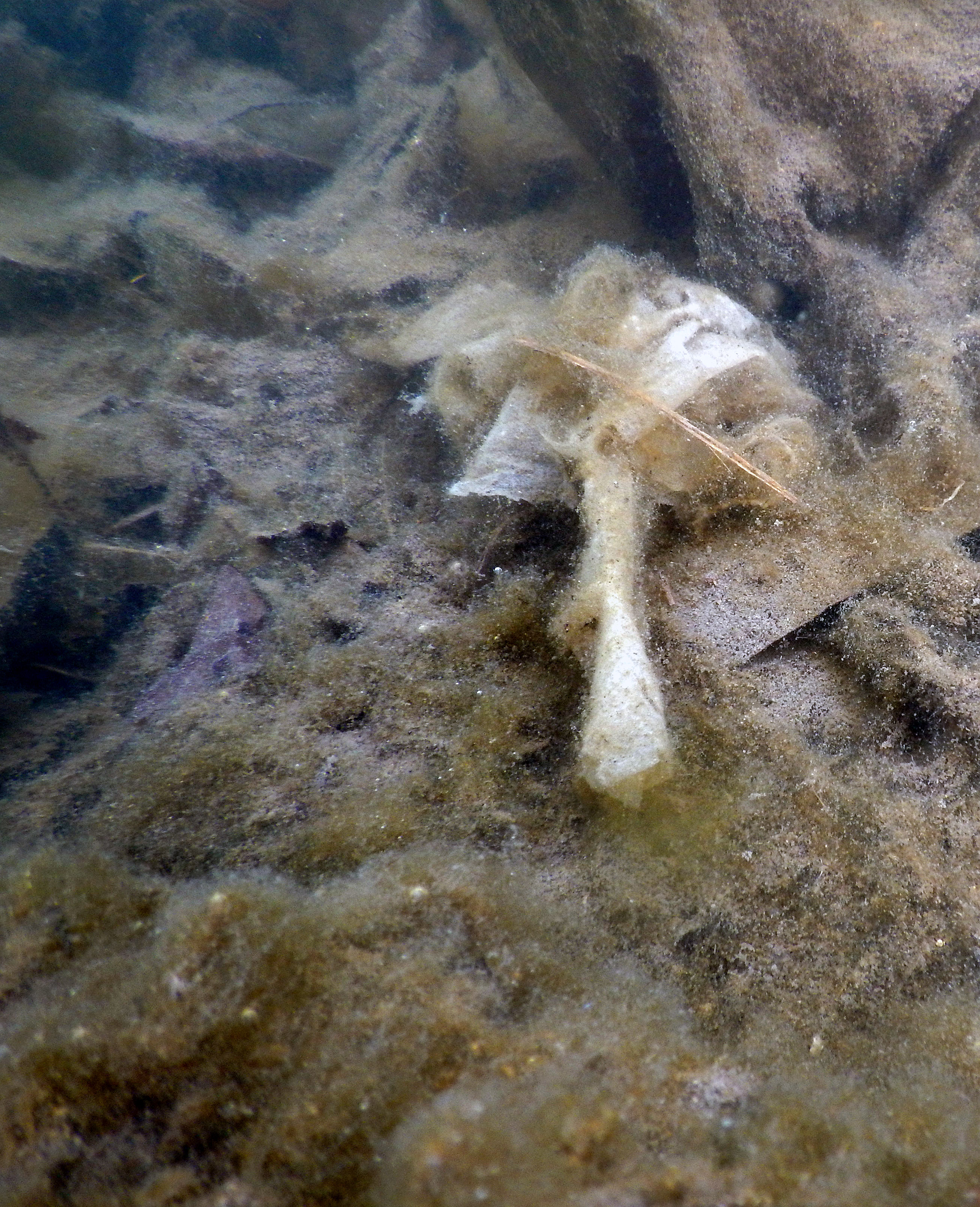
vue subaquatique (2014-03-26), bactéries et algues filamenteuses

## Ponts et autres aménagements transverses
Il est traversé (dans sa partie aval) par le périphérique (et une piste cyclable associée).
Il est aussi traversé dans sa partie amont et centrale par deux ponts (dont autrefois des ponts-levis)
- Le pont de la Citadelle
- le pont du Ramponeau (autrefois pont-levis, doublé d’une passerelle piétonnière d'accès à la Citadelle et au parking du Champ-de-Mars. Cette passerelle a disparu, de même que le café du même nom (« café du Ramponeau »[28])
- le pont du Petit-Paradis[29]), détruit et remplacé par un pont levant en 2016.

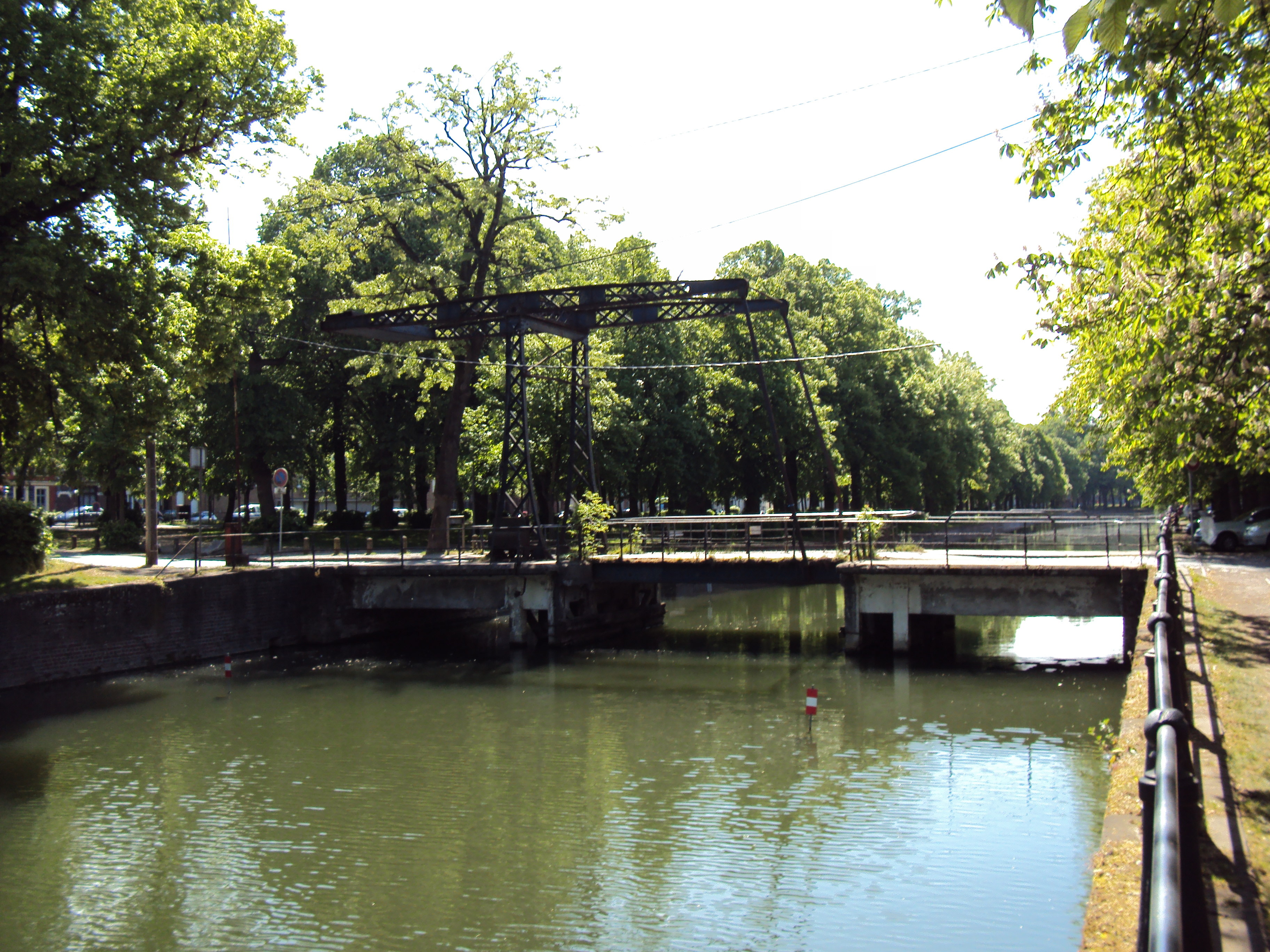
Pont du Petit-Paradis avant sa reconstruction
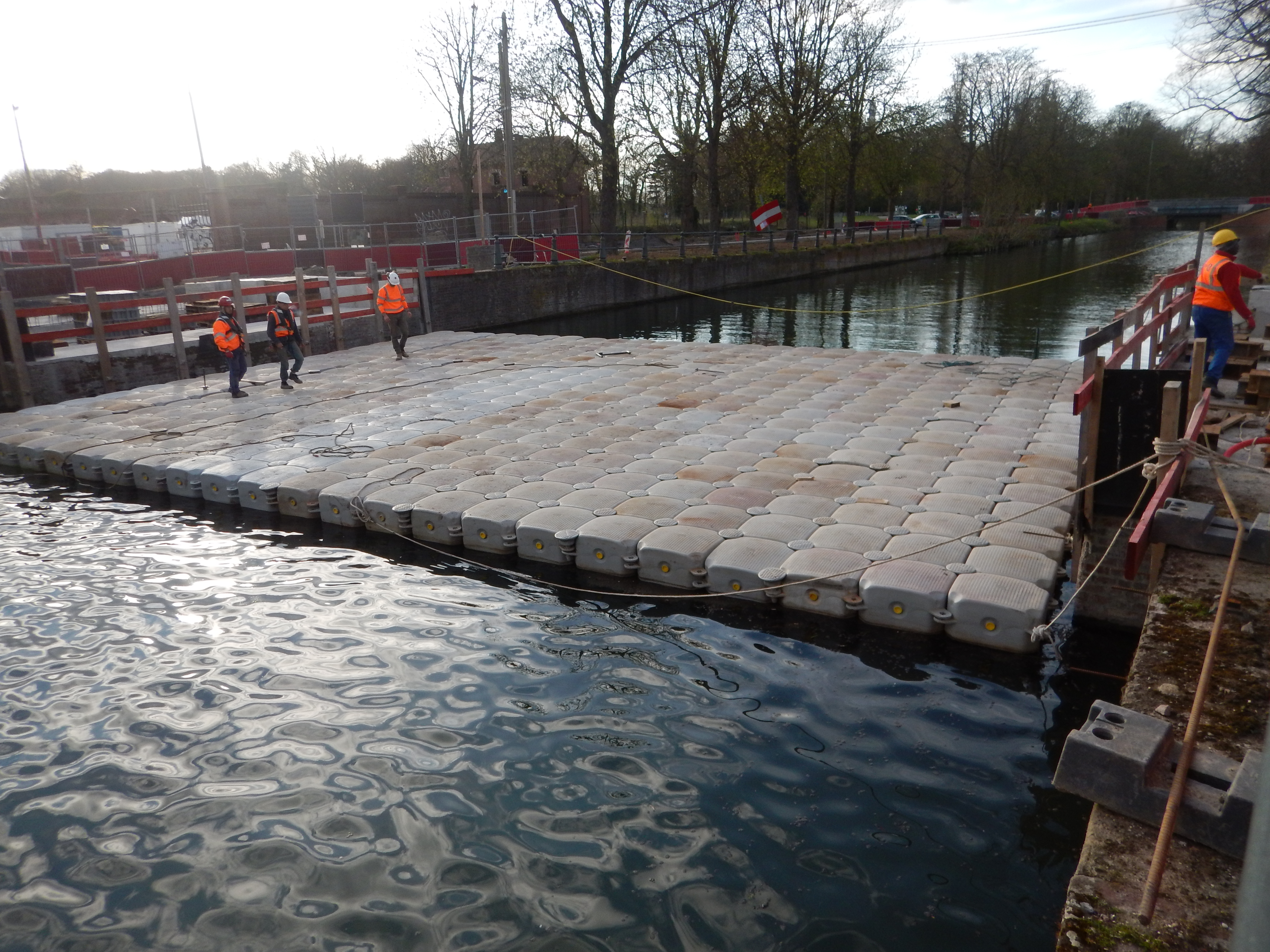
Ponton flottant modulaire, posé à l'occasion des travaux de construction d'un nouveau "pont du Petit-Paradis" (pont levant)
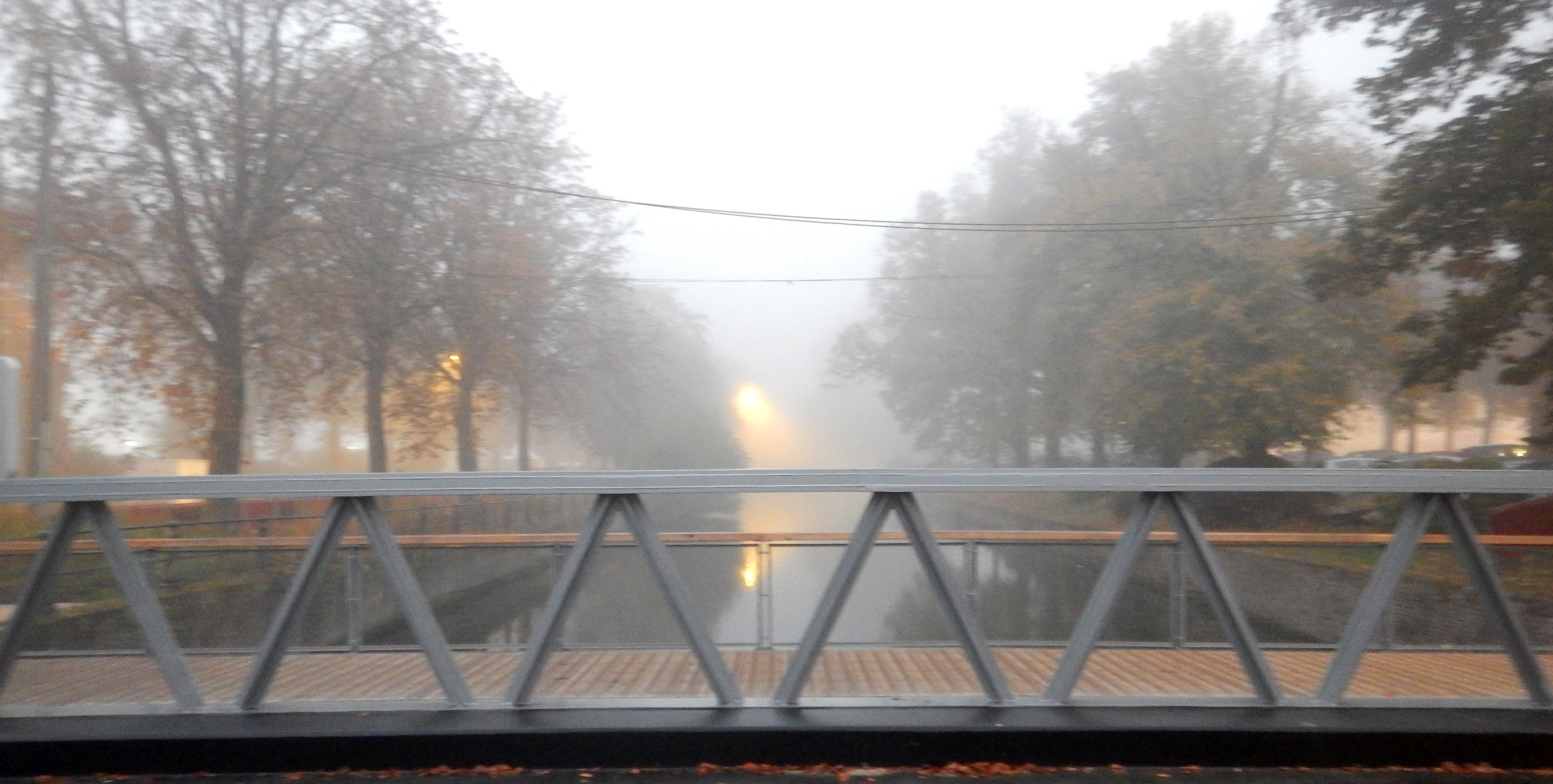
Nouveau pont du Petit-Paradis

- une passerelle piétonnière dite pont Napoléon[30],[31] restaurée en 2014-2015[32]).

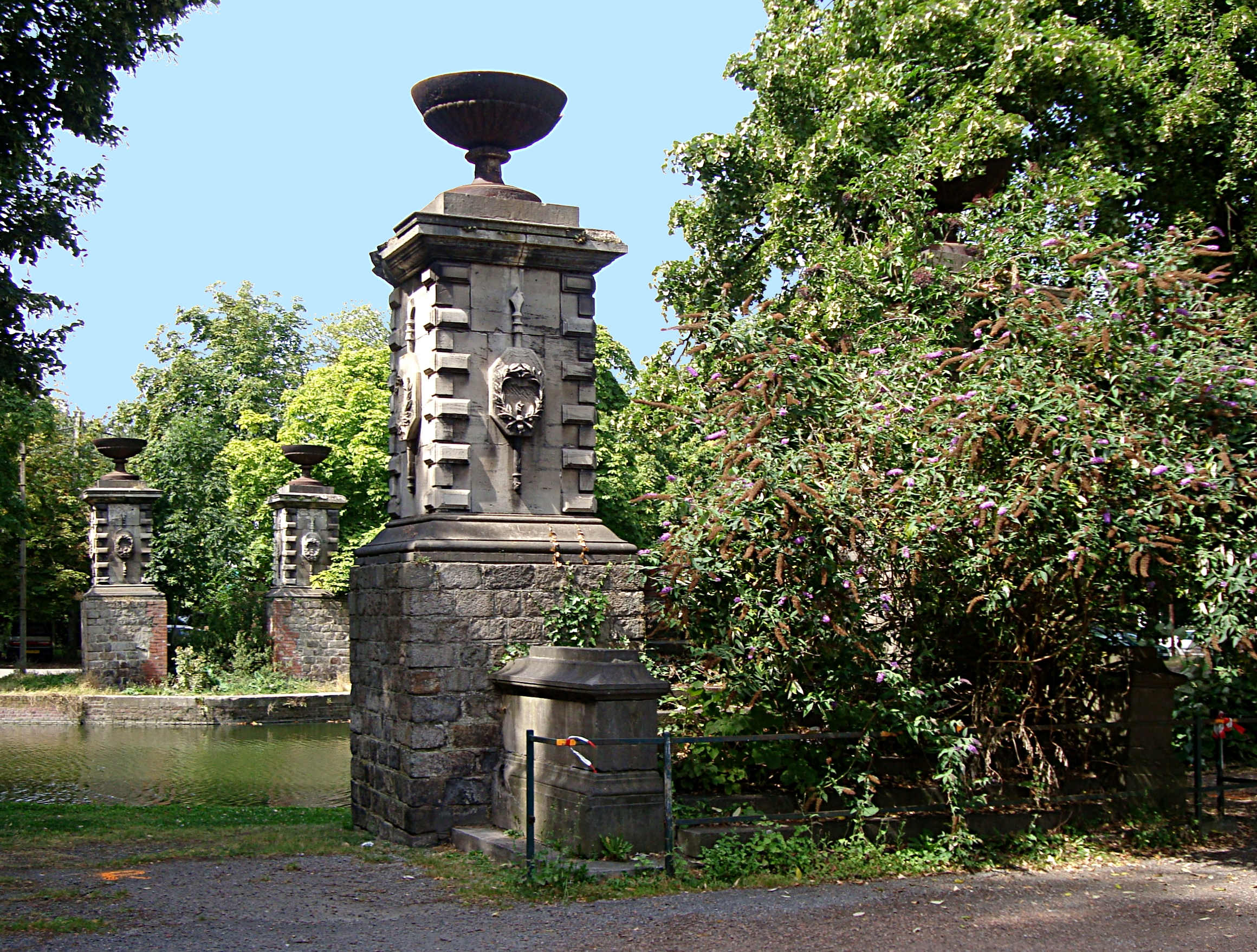
Vestiges du pont Napoléon avant sa reconstruction
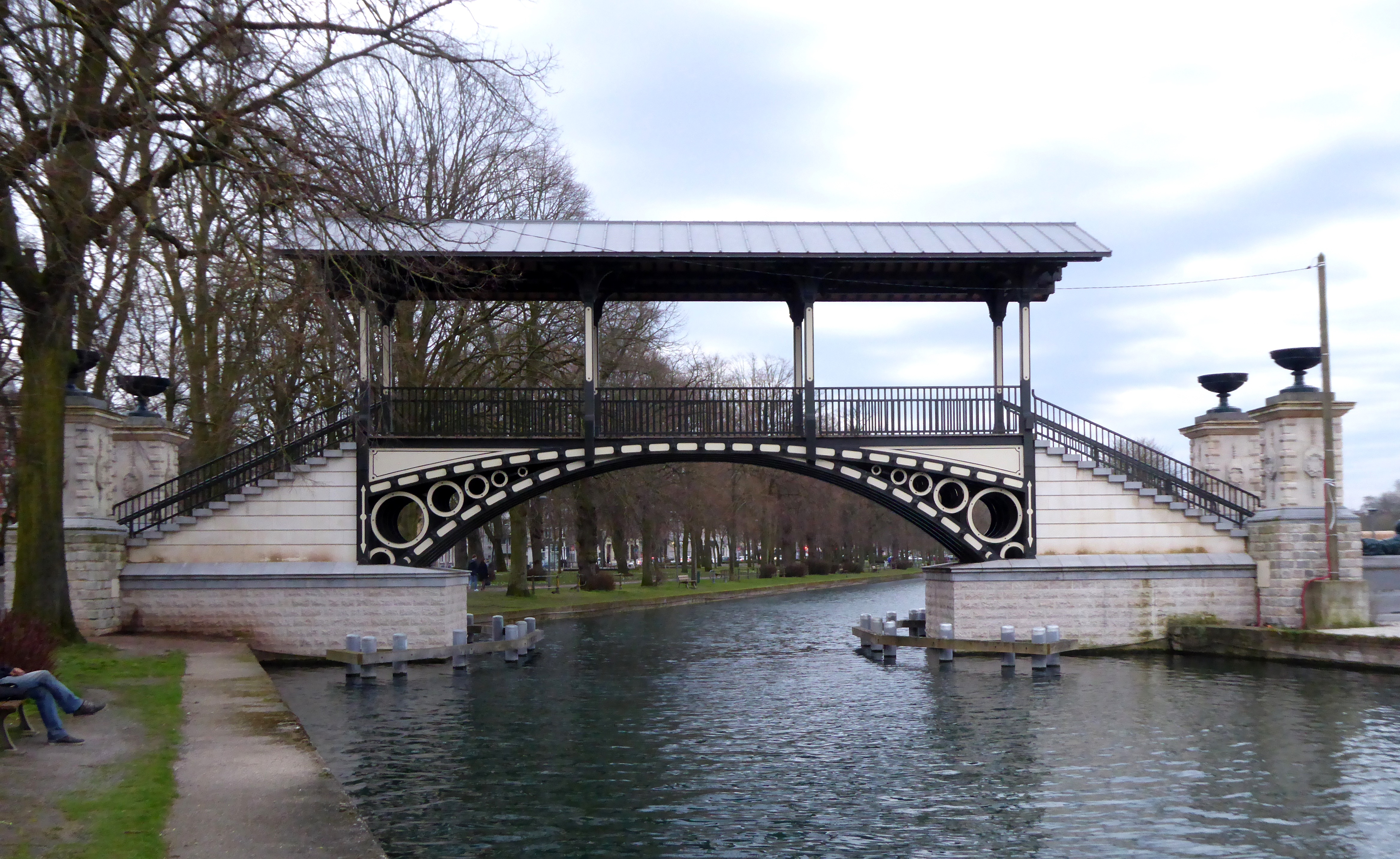
Pont Napoléon sur la Deûle reconstruit
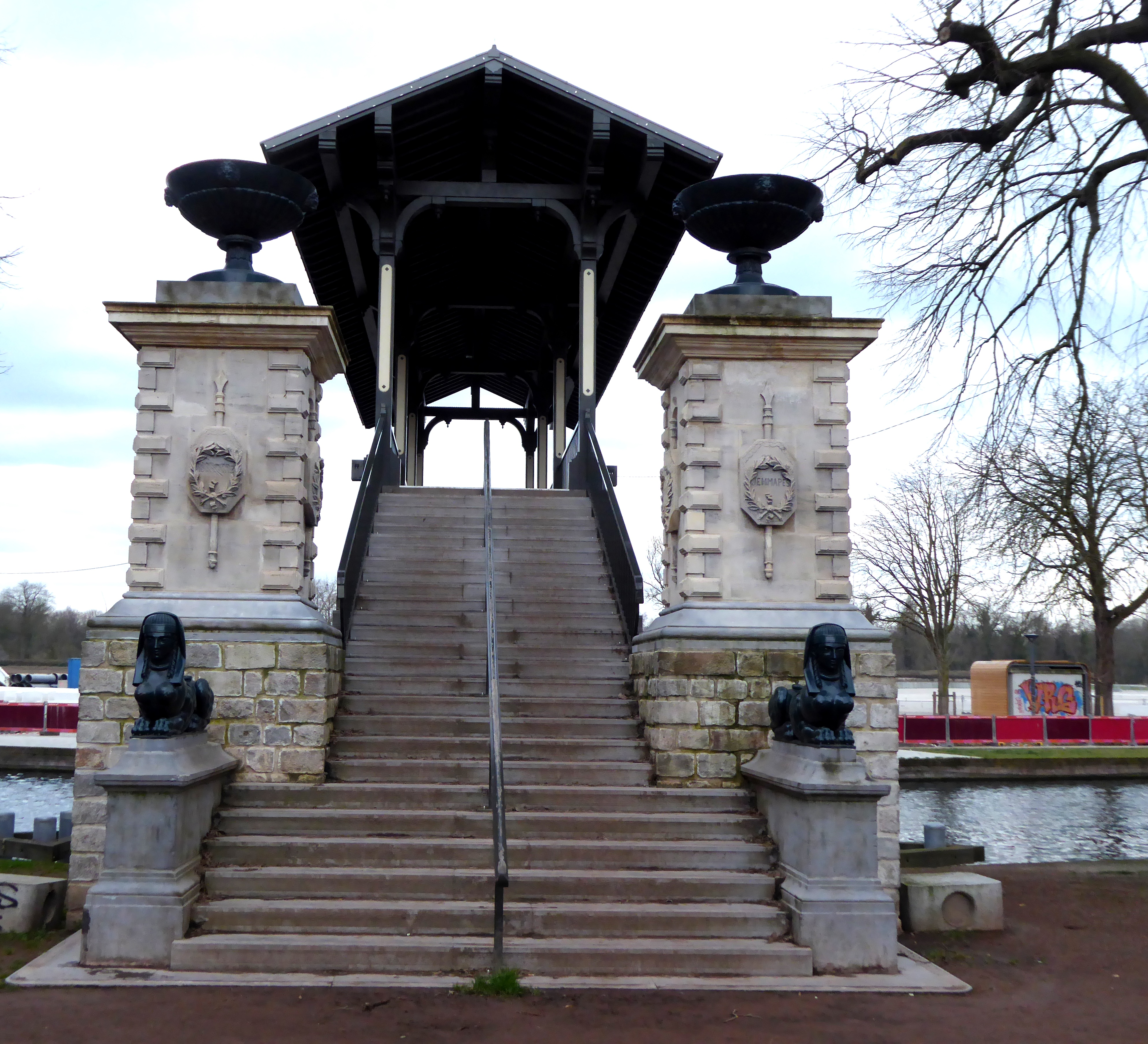
Accès au nouveau pont Napoléon

- un siphon qui conduit les eaux du Bucquet ou canal de la citadelle des fossés de la citadelle à l'ancienne Basse Deûle près de l'ancien abreuvoir du « marché au charbon »[9].

## Écluses, seuils

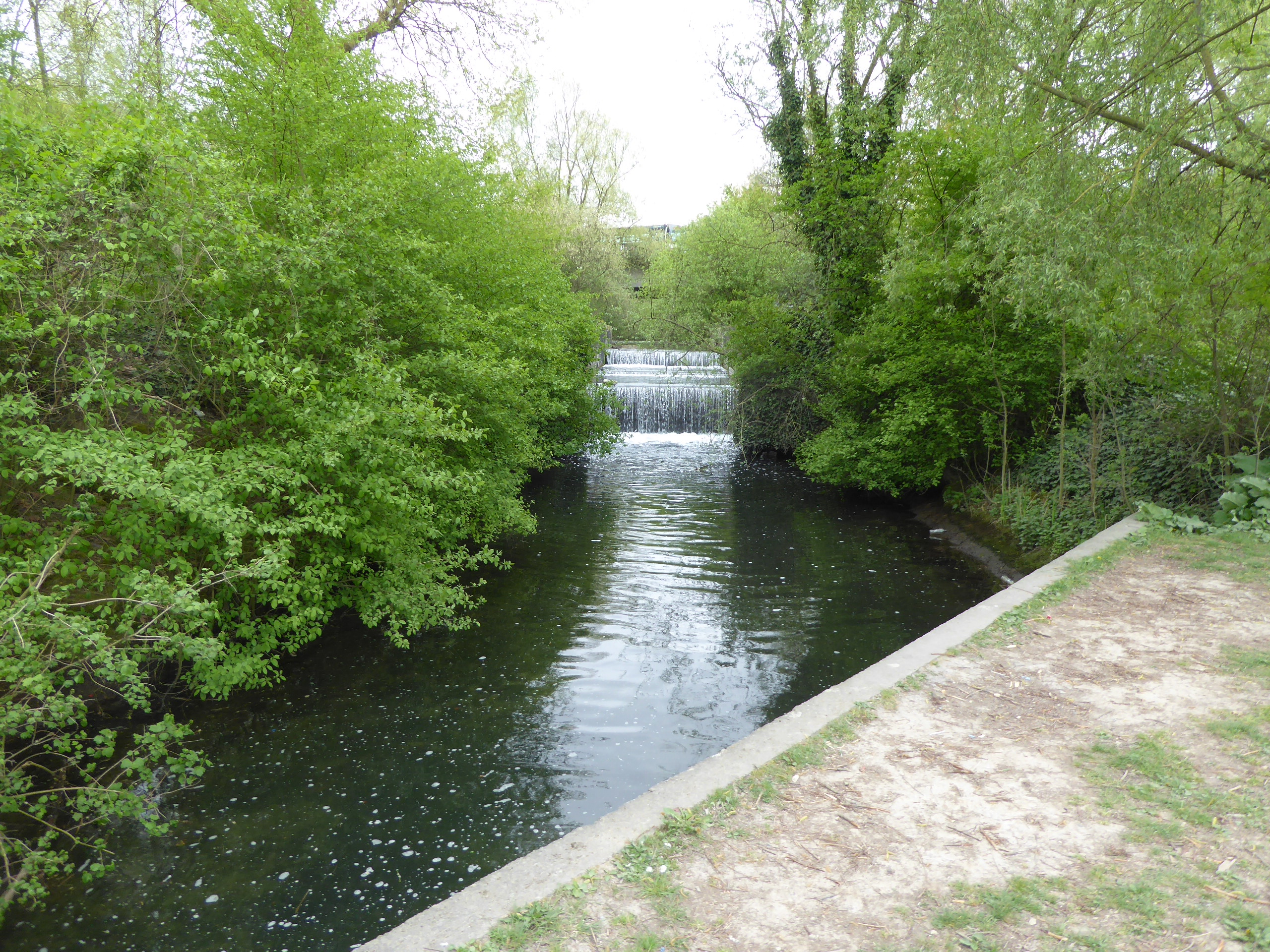
Arrivée en impasse de la moyenne Deûle sur le canal à grand gabarit

Sa gestion hydraulique est contrôlée en amont par l'« écluse de la Barre » près de la « porte d'eau » de la basse Deûle, autrefois protégée par la contregarde 151 du « bastion du Metz » et sa double face. L’ancien batardeau 116 ayant été détruit pour faciliter la navigation.
En aval, la moyenne Deûle est fermée par une série de seuils (trois sauts successifs en cascades) qui se déversent dans un bassin puis dans une conduite sous le chemin de halage de la Deûle canalisée à grand gabarit.

## Monuments, lieux proches
- Le couvent des Minimes
- La citadelle de Lille
- L'esplanade du Champ-de-Mars
- Le pont Napoléon

## Accidents et histoire criminelle
Des témoignages écrits anciens évoquent des passants et des enfants tombés dans ce canal ; certains apportent des détails éclairant la vie de l'époque ; ainsi en 1838 : 
 « le 10 août, un enfant qui était tombé dans le canal de l'Esplanade à Lille (Nord), en a été retiré par le sieur Buttet (Louis), batelier de Calais. Ce sauvetage présentait les plus grandes difficultés; pour l'exécuter, le sieur Buttet a dû plonger sous un bateau et se livrer a de longues et pénibles recherches ».
Divers objets volés ou cadavres ont été retrouvés dans ce canal, avec plusieurs énigmes non résolues signalées par la presse, qui rapporte, par exemple, l'assassinat de deux militaires durant leur garde de nuit 4 semaines après un intense bombardement de Lille (le 30-31 janvier 1793) : 
« un capitane de volontaires soldés de la garnison étoit de garde ; il se fit accompagner par un tambour de service, au moment de faire sa ronde de minuit. Ces deux hommes ne reparurent plus. On ne savoit quelle conjecture tirer de cette absence. On vient de trouver les cadavres de ces deux malheureuses victimes de la scélératesse la plus odieuse dans le canal de l'Esplanade qui sépare la ville de la citadelle. Le capitaine avoit un grand trou à la tête, et le tambour étoit percé de plusieurs coups de baïonnette. Sans doute ces infortunés ont été assassinés par quelques traîtres qui seront inconnus. Il est à remarquer que ce ne sont pas des voleurs qui ont commis ces meurtres ; car on a trouvé sur les deux cadavres leur argent, papiers, bijoux et autres effets ».